# Luama
Luama o San Martín de Luama (llamada oficialmente San Martiño de Luama) es una parroquia española del municipio de Ortigueira, en la provincia de La Coruña, Galicia.

## Entidades de población
Entidades de población que forman parte de la parroquia:
- As Viñas
- Brandariz
- Carmona (A Carmona)
- Casas[5] (O Casal)
- Cortiñadona
- Figueiras
- Lagares
- Loureiros[6] (Os Loureiros)
- Miñano (Miñaño)
- O Lugar de Riba (O Lugar de Arriba)
- Os Gomes
- Pardos[7] (Os Pardos)
- Veiga[8] (A Veiga)

## Despoblados
- Cabalar
- San Martiño

## Demografía
| Gráfica de evolución demográfica de Luama entre 2000 y 2019 |
|                                                             |
| Datos según el nomenclátor publicado por el INE.            |